# Asterico de Esztergom
Asterico (Astericus; Astrik) ou Anastácio (m. Ca. 1030/1040) é um santo do século XI.

## Vida
Radla era uma tcheco ou croata da Boêmia, que era monge na Hungria. Ele provavelmente recebeu o hábito em Brevnov, levando o nome de Anastácio, do qual Asterico é o equivalente. Asterico acompanhou Santo Adalberto no trabalho missionário deste último aos boêmios e se tornou o primeiro abade do mosteiro de Břevnov. Quando Adalberto não conseguiu consolidar sua posição na Boêmia e deixou Praga, Asterico Radla foi para o Reino da Hungria para ajudar os missionários entre os magiares.
Ele primeiro serviu a esposa do duque Géza. Em 997, Asterico se tornou o primeiro abade da abadia beneditina de São Martinho (Abadia de Pannonhalma), a primeira instituição eclesiástica na Hungria, fundada por Géza. Ele então serviu ao filho de Géza, Estêvão I da Hungria, e se tornou o primeiro arcebispo da Igreja Húngara.
Asterico serviu como embaixador de Estêvão junto ao Papa Silvestre II. O papa reconheceu Estêvão como Rei dos Húngaros. Logo após o retorno de Asterico, Estêvão foi coroado por Asterico, com uma coroa real enviada pelo Papa Silvestre, concedida sem dúvida por instância do Imperador Otto III, em 1001.

## Descoberta de restos mortais
A Catedral da Assunção de Kalocsa foi amplamente restaurada entre 1907 e 1912, sob a direção do arquiteto Ernő Foerk. Sob o santuário, uma tumba arquiepiscopal de mármore vermelho foi escavada em 1910 no lugar da catedral original do século XI. Além do esqueleto intacto, um báculo com cabeça de prata dourada, um cálice de prata, patena, anéis de ouro, cruzes, pálio com três alfinetes de ouro cravejados de joias e restos de tecido foram encontrados. Foerk estimou a idade do túmulo e pensou em sua origem no século XI, identificou o cadáver com Asterico, como o túmulo colocado no eixo central da primeira catedral, um local de descanso usual para os fundadores da igreja. Foerk também fez uma analogia do báculo com a equipe pastoral quase contemporânea de Anno II, arcebispo de Colônia (falecido em 1075). No entanto, o historiador de arte jesuíta José Braun analisou o cálice e os tecidos com base nas imagens enviadas, mas não lidou com os outros objetos. Depois disso, ele datou o túmulo na virada dos séculos XII e XIII. Assim, ele identificou o esqueleto como o cadáver dos arcebispos dos séculos XII e XIII, Saul Győr ou Ugrin Csák. O bibliotecário da diocese Pál Winkler destacou que Ugrin foi morto na Batalha de Mohi (1241) e seu corpo nunca foi encontrado. Moritz Dreger considerou os têxteis de origem bizantina. Em 1912, a lápide foi transferida para a nova cripta do arcebispo com o epitáfio "OSSA ANONYMI AEPPI COLOCEN. SAEC. XII. / SAULI DE GYŐR /? / 1192-1202 /". 
Em janeiro e fevereiro de 2014, a tumba foi reexaminada durante escavações arqueológicas, que visavam definir a idade exata do esqueleto. A identificação foi apoiada pelo exame de radiocarbono AMS que foi conduzido nas duas falanges adquiridas do esqueleto. O resultado do exame de carbono-14 (radiocarbono) definiu a data da morte do arcebispo enterrado na sepultura em (cal d.C.) 1001–1030, data que coincide com os escassos dados históricos em Asterico. Portanto, o esqueleto foi identificado com o cadáver de Asterico, e não com Saul Győr.